# Pardal sud-africà
El pardal sud-africà (Passer diffusus) és un ocell de la família dels passèrids (Passeridae).

## Hàbitat i distribució
Habita sabanes i boscos de l'Àfrica Meridional, des d'Angola, sud i est de Zàmbia, Malawi, i est de Tanzània, incloent Unguja, Mafia i cap al sud, al sud de Namíbia, Botswana, Zimbàbue, Moçambic i Sud-àfrica.